# Delmotte (kráter)

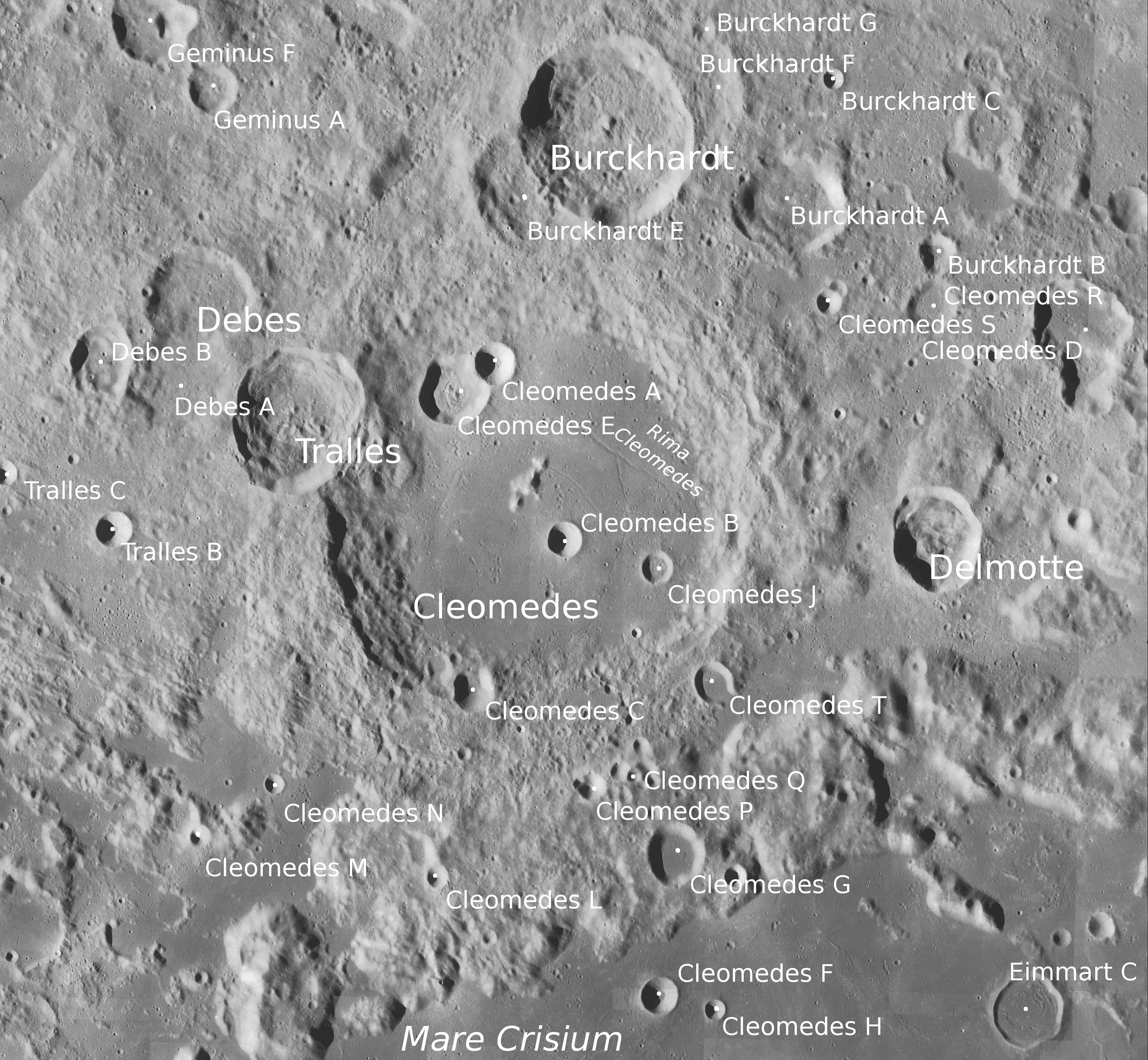
Kráter Delmotte a okolí.

Delmotte je impaktní kráter nacházející se poblíž severního okraje Mare Crisium (Moře nepokojů) na přivrácené straně Měsíce. Má průměr 33 km, pojmenován je podle francouzského astronoma a selenografa Gabriela Delmotteho. Jeho obvod je přibližně ve tvaru šestiúhelníku, dno je nerovné.
Západně leží velký kráter Cleomedes, jihovýchodně kráter Eimmart.